# 1860
1860 (MDCCCLX) fue un año bisiesto comenzando en domingo según el calendario gregoriano.

## Acontecimientos

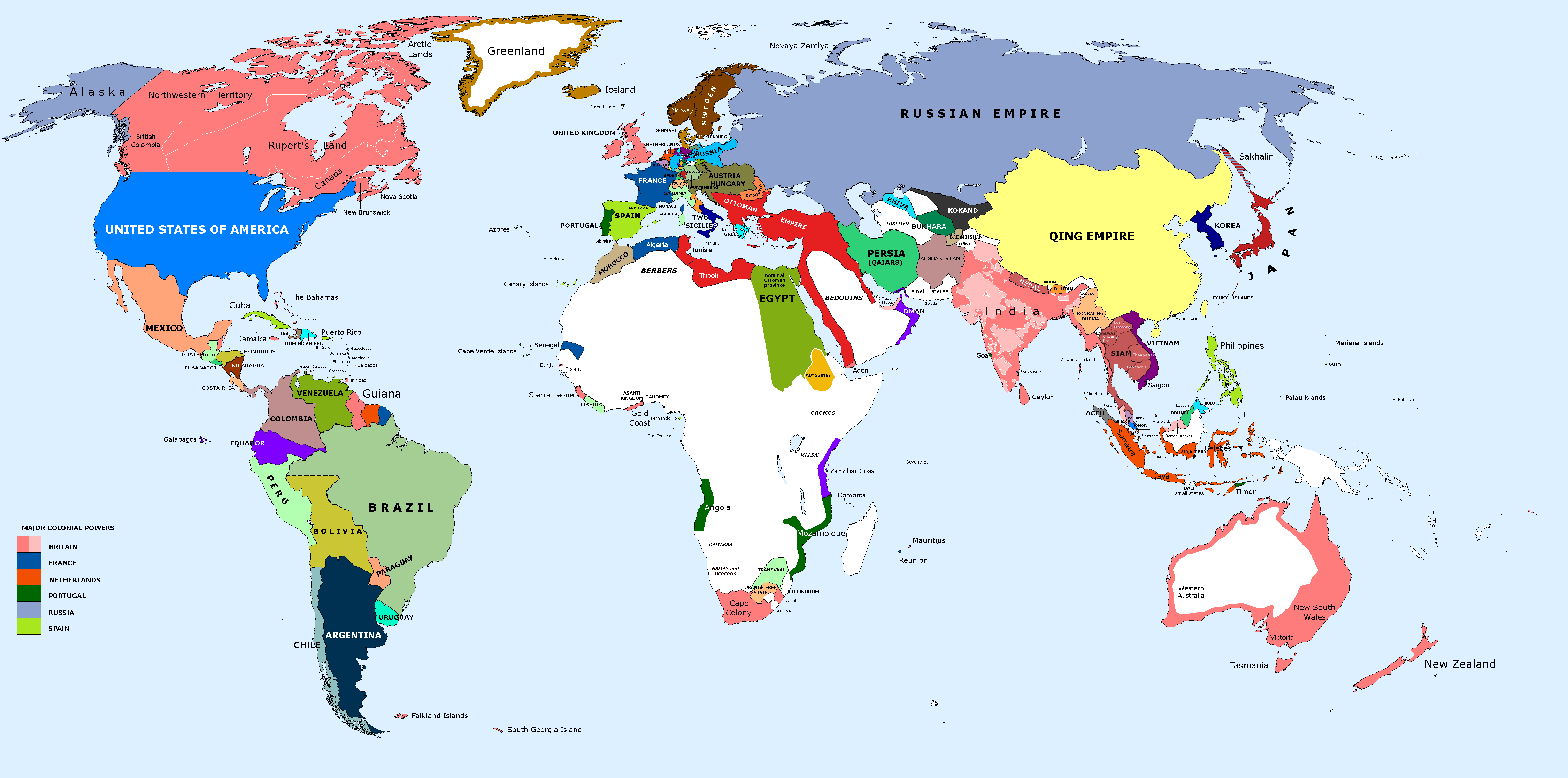
Mapa del mundo en los años 1859 y 1860.

### Enero
- 1 de enero: victoria española en la batalla de los Castillejos.
- 2 de enero: en España, sale a la venta el primer ejemplar del periódico El Pensamiento Español.
- 15 de enero: El Emperador francés anuncia el tratado Cobden-Chevalier en una carta.

### Febrero
- 4 de febrero: tiene lugar la Batalla de Tetuán, en la que fuerzas españolas derrotan a las kabilas moras.
- 6 de febrero: Aparece el número uno del primer periódico marroquí, El Eco de Tetuán, dirigido por Pedro Antonio de Alarcón.
- 8 de febrero: México, en el antiguo Pueblo de Escuinapa se desató una lucha entre conservadores y liberales, el Pueblo de Escuinapa era defendido por Antonio Rosales como jefe de la tropa liberal, mientras que las fuerzas conservadoras eran comandadas por Manuel Lozada y el general García de la Cadena.

### Marzo
- 23 de marzo: Batalla de Wad-Ras, que pone fin a la guerra de África, ganada por las tropas españolas, dirigidas por O'Donnell, y en la que Prim se cubrió de gloria.

### Abril
- 1 de abril: Desembarco carlista de San Carlos de la Rápita.
- 3 de abril: Estados Unidos: Se inaugura el servicio postal del Pony Express.
- 26 de abril: en Tetuán, España y Marruecos firman un «Tratado de paz y amistad» por el que Marruecos acepta la soberanía española sobre la futura Ifni.

### Mayo
Inicio de la Guerra Magna colombiana o Guerra por las soberanías

### Julio
- 8 de julio: llega a la estación de Valladolid (España) la primera locomotora del Ferrocarril del Norte.
- 18 de julio: el eclipse total del 18 de julio de 1860 es visible desde Europa.

### Agosto
- 13 de agosto: José Ignacio Pavón asume la presidencia de México como su trigésimo presidente. Nicolás Petrović-Njegoš se convierte en Príncipe de Montenegro bajo el nombre de Nicolás I de Montenegro
- 15 de agosto: En México Miguel Miramón asume la presidencia por segunda ocasión.

### Septiembre
- 7 de septiembre: Los camisas rojas de Garibaldi ocupan Nápoles. Fin del Reino de las Dos Sicilias.
- 12 de septiembre: en la ciudad de Trujillo (Honduras) el ejército fusila al aventurero estadounidense William Walker, quien se había apoderado de Nicaragua.
- 26 de septiembre: en Ecuador, Gabriel García Moreno asume como presidente.

### Octubre
- 18 de octubre: La Convención de Pekín pone fin a la segunda guerra del Opio.

### Noviembre
- 6 de noviembre: Elecciones presidenciales de Estados Unidos de 1860. El presidente James Buchanan no se presenta a la reelección y declara candidato demócrata a John C. Breckinridge. El candidato republicano Abraham Lincoln gana los comicios cómodamente con 180 votos electorales frente a 123 de los demócratas. Lincoln es el primer republicano que accede a la presidencia del país.

### Diciembre
- 20 de diciembre: La Asamblea de Carolina del Sur declara disuelta su unión con los Estados Unidos, lo que originó la Guerra de Secesión.
- En diciembre, Cynthia Ann Parker, madre de Quanah Parker, es raptada por un grupo de rangers de Texas.

### Fechas desconocidas
- Los Estados Pontificios quedan reducido al Lacio.
- En Ecuador, Gabriel García Moreno se erige en dictador.
- Entre 1860 y 1861, Chile pasa por una crisis económica.

## Arte y literatura
- El 1 de diciembre de 1860, Charles Dickens comienza a publicar como serie su novela Grandes esperanzas.

## Nacimientos

### Enero

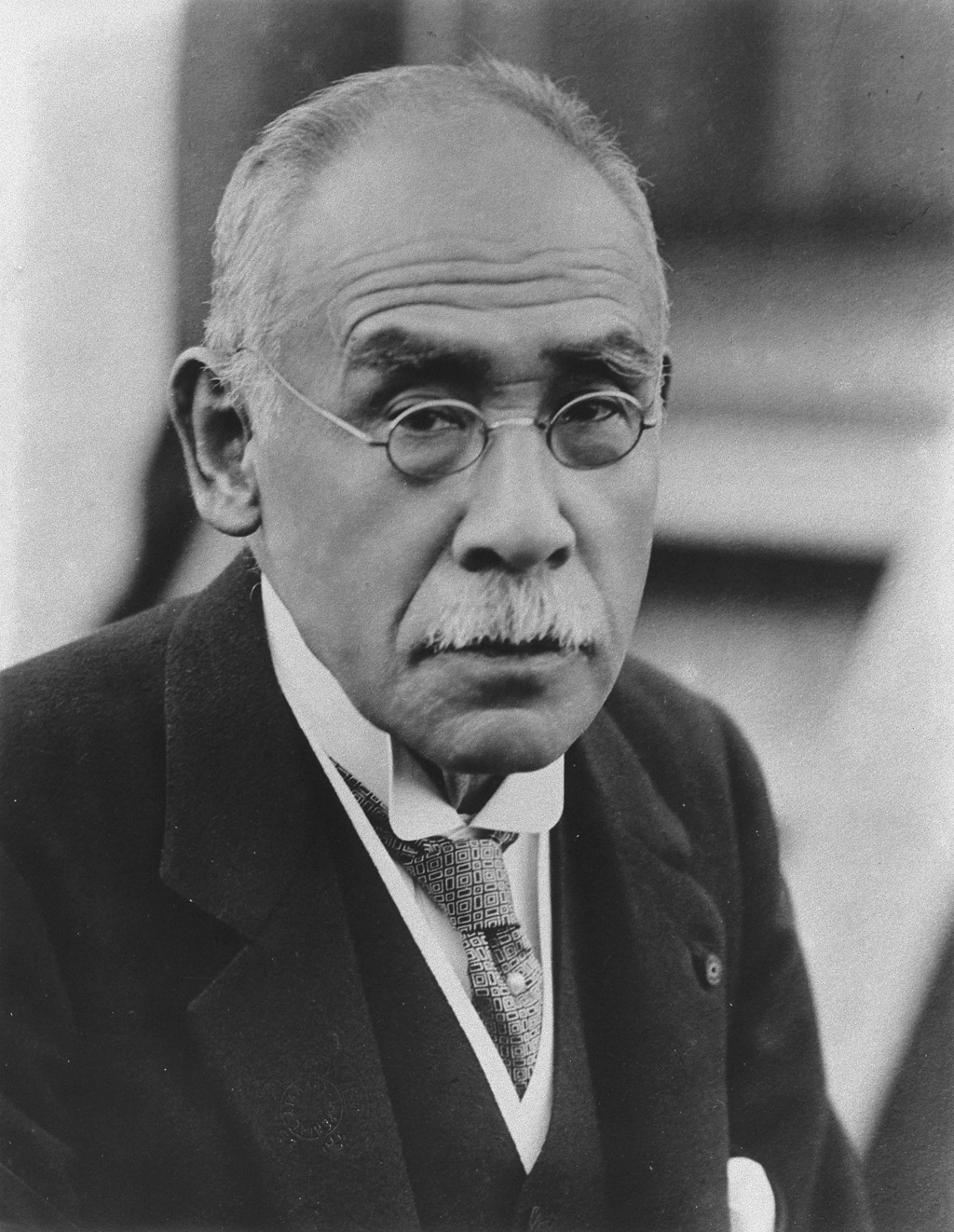
Katō Takaaki

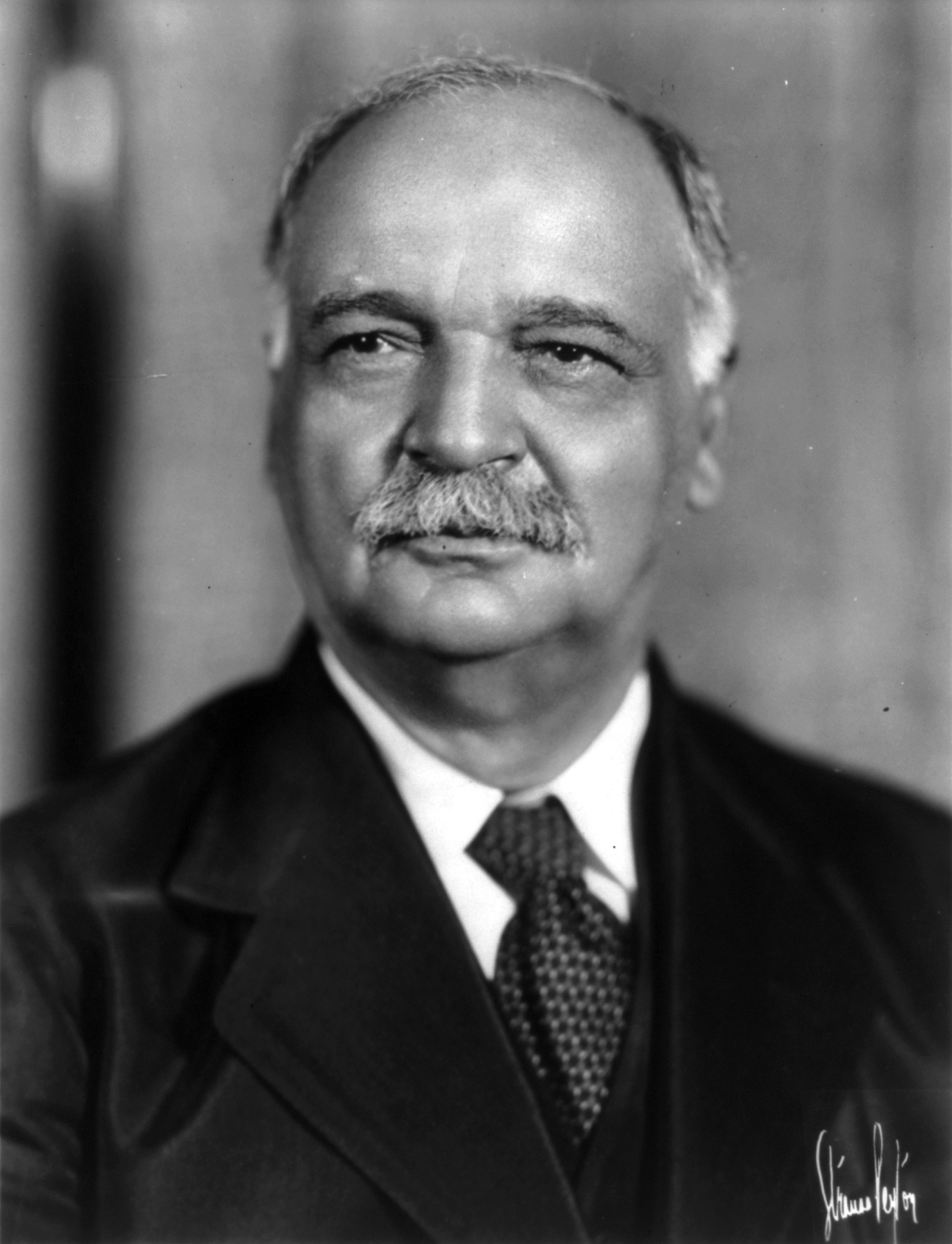
Charles Curtis

- 3 de enero: Katō Takaaki, político japonés y vigesimocuarto primer ministro de Japón (f. 1926).
- 25 de enero: Charles Curtis, congresista representante y senador de Kansas y el 31.er vicepresidente de Estados Unidos (f. 1936).
- 29 de enero: Antón Chéjov, escritor y dramaturgo ruso (f. 1904)

### Febrero
- 10 de febrero: Valère Bernard, poeta, escultor y grabador francés. (f. 1936)

### Marzo
- 19 de marzo: William Bryan, político estadounidense (f. 1925)
- 29 de marzo: Christen Christiansen Raunkiær, botánico danés (f. 1938)

### Mayo
- 9 de mayo: J. M. Barrie, novelista y dramaturgo británico (f. 1937)
- 17 de mayo: Tomás García Sampedro, pintor artístico español (f. 1937)
- 17 de mayo: Martín Kukučín, escritor eslovaco (f. 1928)
- 20 de mayo: Eduard Buchner, químico alemán, premio Nobel de Química en 1907.
- 20 de mayo: José Bernardino Ortega, político argentino.
- 21 de mayo: Willem Einthoven, médico neerlandés, premio Nobel de Medicina en 1924 (f. 1927)
- 23 de mayo: José María Vargas Vila, escritor colombiano (f. 1933)
- 29 de mayo: Isaac Albéniz, compositor español (f. 1909)
- 31 de mayo: Walter Richard Sickert, pintor impresionista británico de origen alemán (f. 1942)

### Junio
- 24 de junio: María de las Mercedes de Orleans, monarca española (f. 1878)

### Julio

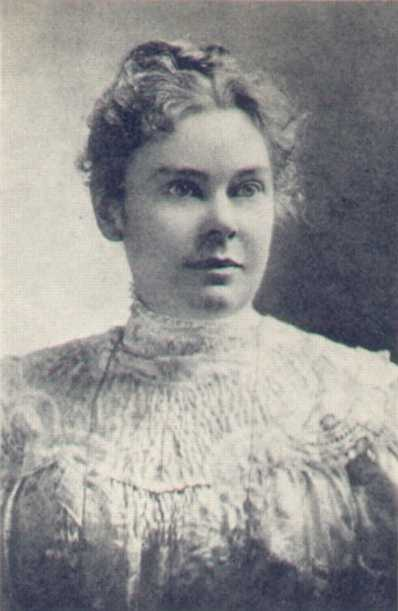
Lizzie Borden

- 7 de julio: Gustav Mahler, músico austríaco, compositor y director de orquesta (f. 1911)
- 14 de julio: Owen Wister, escritor estadounidense (f. 1938).
- 16 de julio: Félicien Menu de Ménil, propagandista del esperanto francés (f. 1930).
- 19 de julio: Lizzie Borden, sospechosa de asesinatos estadounidense (f. 1927).

### Agosto

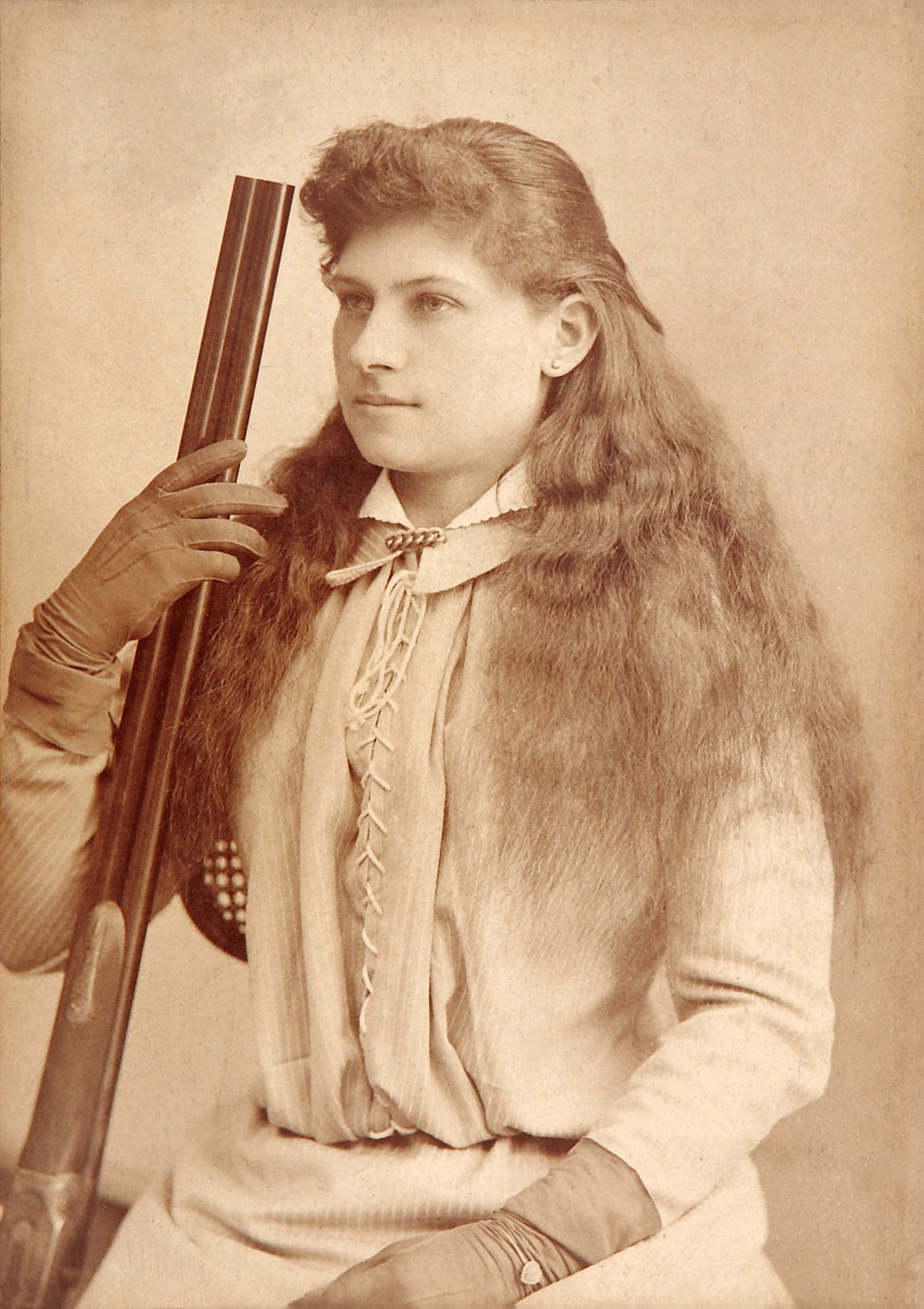
Annie Oakley

- 4 de agosto: Remigio Crespo Toral, escritor y poeta ecuatoriano (f. 1939)
- 13 de agosto: Annie Oakley, famosa tiradora estadounidense (f. 1926)
- 16 de agosto: Jules Laforgue, crítico y poeta simbolista francés (f. 1887)
- 20 de agosto: Raymond Poincaré, político francés, presidente entre 1913 y 1920 (f. 1934)
- 22 de agosto: Paul Nipkow, ingeniero alemán (f. 1940).
- 26 de agosto: Luis Siret, arqueólogo español (f. 1934)
- 26 de agosto: Julia Wernicke, pintora y grabadora argentina (f. 1932).

### Septiembre
- 6 de septiembre: Jane Addams, socióloga estadounidense, premio Nobel de la Paz en 1931 (f. 1935)
- 18 de septiembre: Rafael Berenguer Castillo, escultor valenciano (f. 1890)

### Octubre
- 28 de octubre: Jigorō Kanō, artista marcial japonés, fundador del kodokan judo (f. 1938)

### Noviembre
- 20 de noviembre: José Figueroa Alcorta, político argentino (f. 1931)
- 23 de noviembre: Karl Hjalmar Branting, político sueco, Premio Nobel de la Paz en 1921 (f. 1925)

### Diciembre

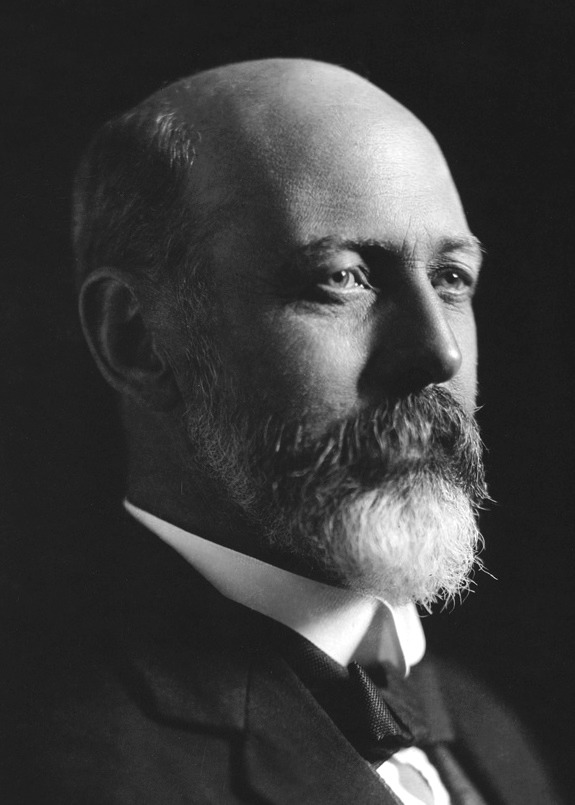
Joseph Cook

- 7 de diciembre: Joseph Cook, sexto primer ministro de Australia (f. 1947).
- 15 de diciembre: Niels Ryberg Finsen, médico danés, Premio Nobel de Fisiología o Medicina en 1903 (f. 1904)
- 31 de diciembre: Ovidio Rebaudi, nacido en Asunción, Paraguay, escritor, químico, investigador y científico (f. 1931)

### Fechas desconocidas
- Edward Herbert Thompson, arqueólogo y cónsul estadounidense en Yucatán, México.

## Fallecimientos
- 5 de enero: Juan Nepomuceno Neumann (48), obispo checo en Estados Unidos (n. 1811)
- 27 de enero: János Bolyai, matemático húngaro (n. 1802)
- 18 de abril: Jaime Ortega y Olleta, general español (n. 1816)

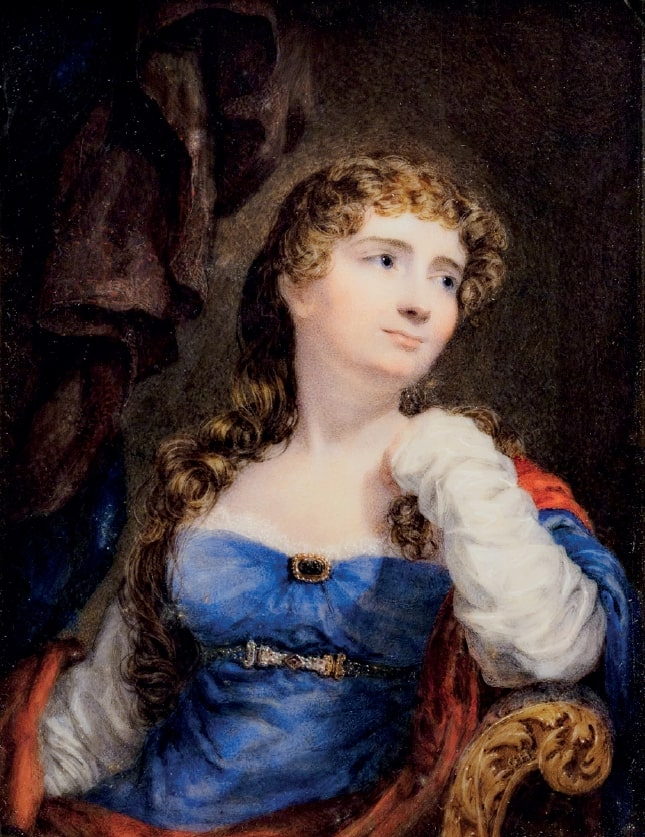
Anna Isabella Noel Byron

- 12 de mayo: Charles Barry, arquitecto británico (n. 1795)
- 16 de mayo: Anna Isabella Noel Byron, aristócrata inglesa (n. 1792)
- 5 de julio: Hilario Lagos (53), militar argentino que participó en las guerras civiles de su país en el ejército federal argentino contra los unitarios de Buenos Aires (n. 1806).[1]

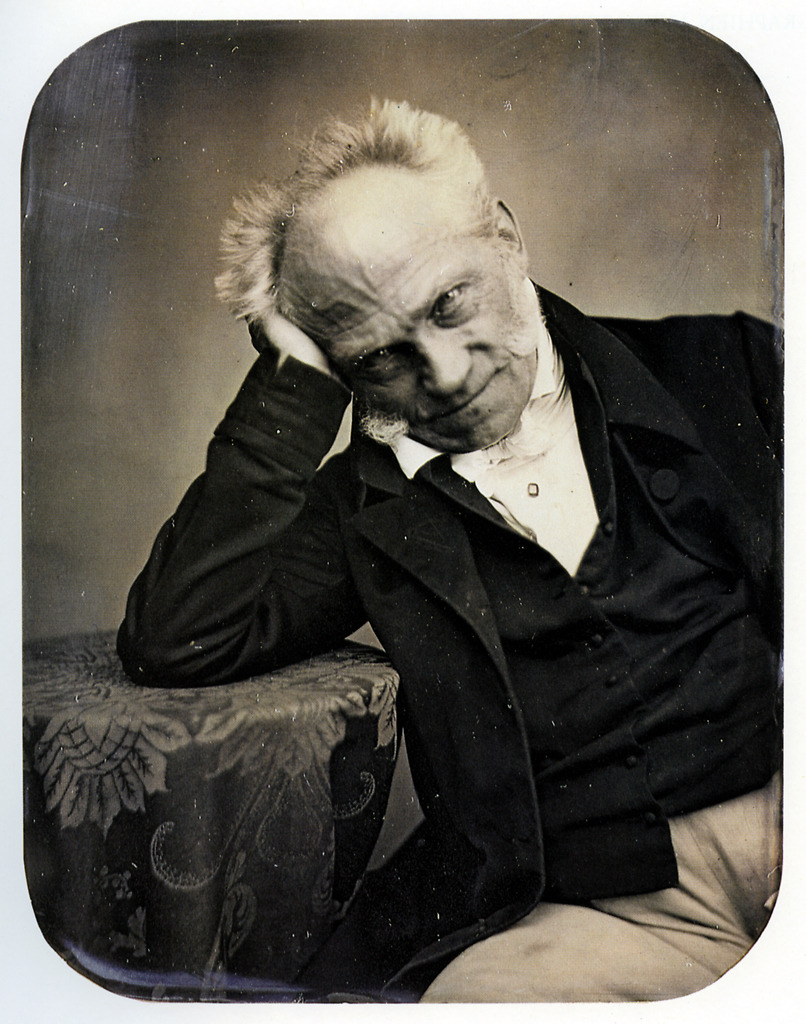
Arthur Schopenhauer

- 11 de septiembre: William Walker, aventurero estadounidense (n. 1824)
- 21 de septiembre: Arthur Schopenhauer, filósofo alemán (n. 1788)
- 30 de septiembre: Juan Rafael Mora Porras, presidente costarricense entre 1849 y 1865.
- 31 de octubre: Thomas Cochrane, político y aventurero naval británico (n. 1775)
- 1 de noviembre: Carlota de Prusia, esposa de Nicolás I de Rusia y emperatriz de Rusia.

### Fechas desconocidas
- Juan Agustín Alcalde Bascuñán, senador chileno.
- Ansina (Joaquín Lenzina), militar y poeta afrouruguayo, ayudante de José Gervasio Artigas (n. 1760).